# Varivode
Varivode su naselje Općine Kistanje, u Šibensko-kninskoj županiji.

## Zemljopis
Nalaze se 9 kilometara jugozapadno od Kistanja.

## Povijest
Varivode su se od 1991. do 1995. godine nalazile pod srpskom okupacijom. Nakon operacije Oluja, dana 28. rujna 1995. godine, hrvatski vojnici su u osvetničkom pohodu u Varivodama ubili devet srpskih staraca.

## Stanovništvo
Prema popisu iz 2011. naselje je imalo 124 stanovnika.
| broj stanovnika | 384   |       | 442   | 497   | 620   | 646   | 650   | 729   | 720   | 755   | 751   | 655   | 546   | 477   | 93    | 124   | 61    |
|                 | 1857. | 1869. | 1880. | 1890. | 1900. | 1910. | 1921. | 1931. | 1948. | 1953. | 1961. | 1971. | 1981. | 1991. | 2001. | 2011. | 2021. |

## Poveznice
- Pokolj u Varivodama